# Michael Baker
Michael Allen Baker (ur. 27 października 1953 w Memphis) – amerykański astronauta i lotnik.

## Życiorys
Dzieciństwo i młodość spędził w Lemoore w Kalifornii, gdzie w 1971 ukończył szkołę. W 1975 ukończył inżynierię aeronautyczną na University of Texas, a w 1977 kurs pilotażu w Beeville. Służył jako lotnik morski na lotniskowcu Midway, w 1981 skończył United States Naval Test Pilot School, w której później był instruktorem. Ma wylatane ponad 5400 godzin na ok. 50 typach samolotów. 4 czerwca 1985 został wyselekcjonowany przez NASA jako kandydat na astronautę, w lipcu 1986 skończył szkolenie. Od 2 do 11 sierpnia 1991 był pilotem misji STS-43 trwającej 8 dni, 21 godzin i 21 minut; start nastąpił z Centrum Kosmicznego Johna F. Kennedy’ego na Florydzie. Od 22 października do 1 listopada 1992 jako pilot uczestniczył w misji STS-52 trwającej 9 dni, 20 godzin i 56 minut. Od 30 września do 11 października 1994 był dowódcą misji STS-68 trwającej 11 dni, 5 godzin i 46 minut; start nastąpił z Centrum Kosmicznego Johna F. Kennedy’ego, a lądowanie w Edwards Air Force Base w Kalifornii. Od marca do października 1995 był dyrektorem operacyjnym ds. NASA w Centrum Wyszkolenia Kosmonautów im. J. Gagarina w Gwiezdnym Miasteczku, odpowiadając za koordynację i realizację działań operacyjnych w rejonie moskiewskim w ramach łączonego programu promów kosmicznych Rosji i USA. Od 12 do 22 stycznia 1997 dowodził misją STS-81 trwającą 10 dni, 4 godziny i 55 minut. Łącznie spędził w kosmosie 40 dni, 4 godziny i 58 minut. Od października 1997 do sierpnia 2001 był asystentem dyrektora Centrum Lotów Kosmicznych imienia Lyndona B. Johnsona ds. programów załogowych lotów kosmicznych.
W styczniu 2008 opuścił NASA.